# Marcel Cassiède
Pas d'image ? Cliquez ici

a Compétitions nationales et continentales officielles uniquement.

b Matchs officiels uniquement.
Marcel Cassiède, né le 1er janvier 1934 à Gousse et mort le 31 juillet 2018 à Dax, est un joueur français de rugby à XV qui évolue au poste de deuxième ligne. International français, il joue l'essentiel de sa carrière au sein de l'US Dax.

## Biographie
Né le 1er janvier 1934 à Gousse, Marcel Cassiède est issu d'une famille d'agriculteurs, et pratique tout d'abord la pelote à main nue. Il joue ensuite au football dès ses 16 ans.
Au retour de son service militaire, il signe une licence avec le club de rugby à XV de l'US Dax. « Titi » joue son premier match en équipe première lors de la saison 1957-1958, dans le cadre d'un déplacement chez le Stade niortais. Au poste de deuxième ligne, sa détente lui permet de se démarquer de ses adversaires.
Lors de l'automne 1958, il est appelé pour le match de sélection nationale entre « France III » et « France IV », dans le cadre de l'inauguration du stade municipal de Dax. Il y gagne ainsi sa place pour rencontrer l'Allemagne avec l'équipe de France B, réserve de l'équipe nationale. À la fin de la saison, il remporte avec l'US Dax la finale du challenge Yves du Manoir contre la Section paloise.
À l'automne 1959, il intègre une sélection Côte basque pour affronter au stade de Saint-Léon de Bayonne l'Afrique du Sud alors en tournée, il participe quelques jours plus tard à nouveau match de sélection nationale entre « France A » et « France B ».
En 1961, il affronte à nouveau l'Allemagne avec l'équipe de France B, remporté à Heidelberg. Il dispute ensuite la finale du Championnat de France de rugby à XV 1960-1961, concédée contre l'AS Béziers. Quelques jours plus tard, il est sélectionné pour participer à la tournée de l'équipe de France dans l'hémisphère Sud. Cassiède connaît sa première cape internationale le 19 août à l'occasion du troisième match de la tournée disputé contre la Nouvelle-Zélande à Christchurch, perdu sur le score de 3-32,. Il porte à nouveau le maillot national pour le test remporté à Sydney contre l'Australie,.
Quelques mois plus tard, il obtient sa troisième et dernière sélection, alors que l'équipe de France concède un match nul contre la Roumanie, ; ce résultat entraînera un grand remaniement de la sélection nationale en vue du Tournoi des Cinq Nations 1952.
Devenu l'un des piliers du club dacquois, il atteint à nouveau la finale du championnat de France en 1963 et 1966, ainsi que celle du challenge Yves-du-Manoir en 1968, tous trois concédés.
En 1973, il poursuit sa carrière avec l'US Herm en tant qu'entraîneur-joueur ; il met fin à sa carrière de joueur au printemps 1975. Il entraîne également l'US Herm.
Cassiède meurt le 31 juillet 2018 à Dax,.

## Palmarès
- Championnat de France :
  - Vice-champion (3) : 1961, 1963 et 1966 avec l'US Dax.
- Challenge Yves du Manoir :
  - Vainqueur (1) : 1959 avec l'US Dax.
  - Finaliste (1) : 1968 avec l'US Dax.